# سام هوستون جونسون
سام هوستون جونسون (بالإنجليزية: Sam Houston Johnson) هو سياسي أمريكي، ولد في 31 يناير 1914 في جونسون سيتي في الولايات المتحدة، وتوفي في 11 ديسمبر 1978 في أوستن في الولايات المتحدة بسبب سرطان الرئة.